# Ilaoa and To'omata SC
El Ilaoa and To'omata SC es un equipo de fútbol de Samoa Americana que juega en la Liga de Fútbol FFAS, la primera división nacional.

## Historia
Fue fundado en el año 2005 en la capital Pago Pago aunque fue tres años después que debutó en la primera división. En la temporada de 2022 fue campeón nacional por primera vez.
Su primera aparición en un torneo internacional fue en la Liga de Campeones de la OFC 2023, donde fue eliminado en la ronda preliminar jugada en Samoa.

## Palmarés
- Liga de Fútbol FFAS: 1

2022

## Participación en competiciones de la OFC
| Temporada         | Torneo               | Ronda      | Club           | Casa | Visita    | Global |
| ----------------- | -------------------- | ---------- | -------------- | ---- | --------- | ------ |
| 2023              | OFC Champions League | Preliminar | Lupe ole Soaga | 0–13 | 4.º lugar |        |
| Tupapa Maraerenga | OFC Champions League | Preliminar | 0–8            |      |           |        |
| Veitongo          | OFC Champions League | Preliminar | —              |      |           |        |